# Antonio Moscheni

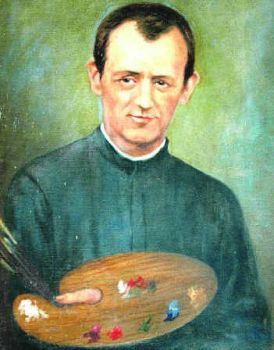
Autorretrato.

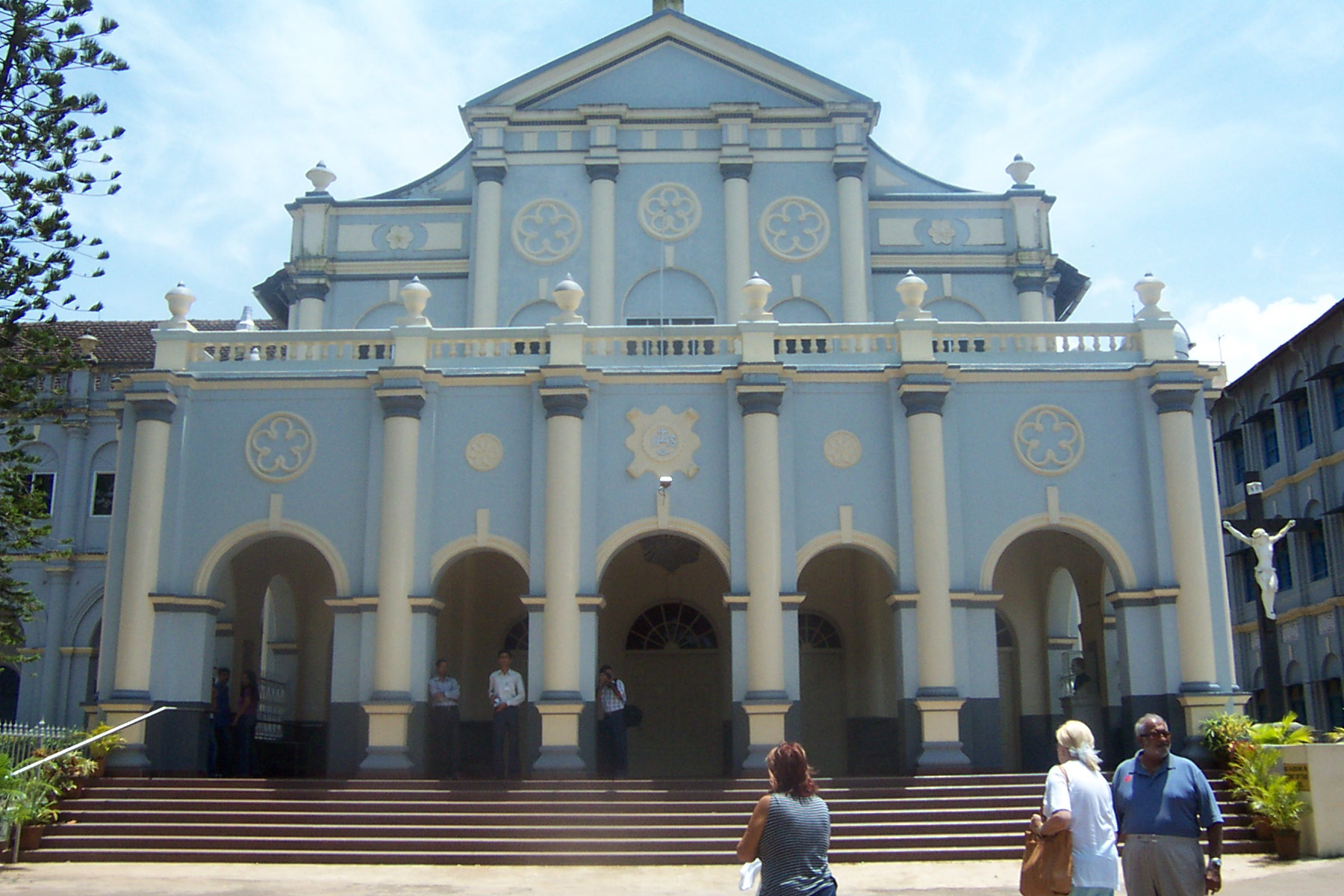
Fachada principal de la capilla de San Luis Gonzaga en Mangalore.

Antonio Moscheni (17 de enero de 1854, Stezzano - 15 de noviembre de 1905, Cochín) fue jesuita, misionero y pintor. Es conocido por sus pinturas religiosas al fresco en Cochín y Mangalore (India).
De su obra destaca el colegio y capilla de San Luis Gonzaga en Mangalore, que se encargó de pintar enteramente con escenas de la vida del santo, incluyendo pilares, techos y todo espacio disponible, para lo cual utilizó un estilo neobarroco. Junto a la capilla pintó escenas de la vida de San Ignacio de Loyola y de la diosa hindú del conocimiento, Sarasvati, hecho que en el siglo XIX era extremadamente inusual en círculos académicos. Sobre el escudo de armas escribió en sánscrito el lema Satyam eva Jayate, lo cual también destacó por su rareza.
A pesar de que los jesuitas quisieron que Moscheni regresara a Europa tras terminar la capilla, para entonces su fama se había expandido en India. Se le encargaron otros trabajos en lugares cercanos, como en la capilla del hospital de Kankadani, muy cerca de Mangalore, el seminario de Mangalore, la catedral de Bombay y la catedral de Cochín.